# Bahnstrecke Ramsei–Huttwil
| Streckennummer (BAV): | 442 (Ramsei–Sumiswald-Grünen) 443 (Sumiswald-Grünen–Wasen) 444 (Sumiswald-Grünen–Huttwil) |                                    |                                    |
| Fahrplanfeld: | 304                                                                                       |                                    |                                    |
| Streckenlänge: | 19.5 km                                                                                   |                                    |                                    |
| Spurweite: | 1435 mm (Normalspur)                                                                      |                                    |                                    |
| Stromsystem: | 15 kV 16,7 Hz ~                                                                           |                                    |                                    |
| Maximale Neigung: | 25 ‰                                                                                      |                                    |                                    |
| |                                                                                           |                                    |                                    |
| \| \| \| von Langnau \| \| \| \| 0.0 \| Ramsei \| 600 m \| \| \| \| nach Burgdorf \| \| \| \| \| Dürrbach \| \| \| \| \| Hauptstrasse 23 \| \| \| \| 2.4 \| Grünenmatt \| 624 m \| \| \| \| Hauptstrasse 23 \| \| \| \| 4.63 \| Sumiswald-Grünen \| 663 m \| \| \| \| \| \| \| \| \| Hauptstrasse 23 \| \| \| \| 0.14 \| Eigentumsgrenze BLS / ETB \| Eigentumsgrenze BLS / ETB \| \| \| 1.6 \| Ei \| 685 m \| \| \| 2.2 \| Burghof \| 693 m \| \| \| \| Anschlussgleis RUWA \| \| \| \| 4.0 \| Oberei bei Wasen i.E. \| 722 m \| \| \| 5.2 \| Wasen i.E. \| 744 m \| \| \| \| \| \| \| \| 4.89 \| Eigentumsgrenze BLS / ETB \| Eigentumsgrenze BLS / ETB \| \| \| \| Sumiswald-Tunnel (210 m) \| \| \| \| 5.78 \| Gammenthal \| 682 m \| \| \| 6.93 \| Griesbach \| 710 m \| \| \| 8.50 \| Scheitelpunkt \| 741 m \| \| \| \| Hauptstrasse 23 \| \| \| \| 9.07 \| Affoltern-Weier \| 735 m \| \| \| 10.94 \| Häusernmoos \| 710 m \| \| \| 13.17 \| Mussachen \| 685 m \| \| \| 14.68 \| Dürrenroth \| 669 m \| \| \| \| Hauptstrasse 23 \| \| \| \| \| Rotbach \| \| \| \| 18.41 \| Huttwil Sportzentrum \| Huttwil Sportzentrum \| \| \| 18.475 \| Eigentumsgrenze ETB / BLS \| Eigentumsgrenze ETB / BLS \| \| \| \| Bahnhofstrasse Richtung Langenthal \| \| \| \| \| von Langenthal \| \| \| \| 19.46 \| Huttwil \| 638 m \| \| \| \| nach Eriswil \| \| \| \| \| nach Wolhusen \| \| |                                                                                           |                                    |                                    |
| |                                                                                           | von Langnau                        |                                    |
| Bahnhof | 0.0                                                                                       | Ramsei                             | 600 m                              |
| Abzweig geradeaus und nach links |                                                                                           | nach Burgdorf                      | nach Burgdorf                      |
| Brücke über Wasserlauf |                                                                                           | Dürrbach                           | Dürrbach                           |
| Bahnübergang |                                                                                           | Hauptstrasse 23                    | Hauptstrasse 23                    |
| Haltepunkt / Haltestelle | 2.4                                                                                       | Grünenmatt                         | 624 m                              |
| Bahnübergang |                                                                                           | Hauptstrasse 23                    | Hauptstrasse 23                    |
| Bahnhof | 4.63                                                                                      | Sumiswald-Grünen                   | 663 m                              |
| Verschwenkung von links · Verschwenkung von rechts |                                                                                           |                                    |                                    |
| Strecke mit Straßenbrücke · Strecke |                                                                                           | Hauptstrasse 23                    | Hauptstrasse 23                    |
| Grenze · Strecke | 0.14                                                                                      | Eigentumsgrenze BLS / ETB          | Eigentumsgrenze BLS / ETB          |
| ehemaliger Haltepunkt / Haltestelle · Strecke | 1.6                                                                                       | Ei                                 | 685 m                              |
| ehemaliger Haltepunkt / Haltestelle · Strecke | 2.2                                                                                       | Burghof                            | 693 m                              |
| Abzweig ehemals geradeaus und nach links · Strecke |                                                                                           | Anschlussgleis RUWA                | Anschlussgleis RUWA                |
| Haltepunkt / Haltestelle (Strecke außer Betrieb) · Strecke | 4.0                                                                                       | Oberei bei Wasen i.E.              | 722 m                              |
| Kopfbahnhof Streckenende (Strecke außer Betrieb) · Strecke | 5.2                                                                                       | Wasen i.E.                         | 744 m                              |
| Verschwenkung nach rechts |                                                                                           |                                    |                                    |
| Grenze | 4.89                                                                                      | Eigentumsgrenze BLS / ETB          | Eigentumsgrenze BLS / ETB          |
| Tunnel |                                                                                           | Sumiswald-Tunnel (210 m)           | Sumiswald-Tunnel (210 m)           |
| Haltepunkt / Haltestelle | 5.78                                                                                      | Gammenthal                         | 682 m                              |
| Haltepunkt / Haltestelle | 6.93                                                                                      | Griesbach                          | 710 m                              |
| Kulminations-/Scheitelpunkt | 8.50                                                                                      | Scheitelpunkt                      | 741 m                              |
| Bahnübergang |                                                                                           | Hauptstrasse 23                    | Hauptstrasse 23                    |
| Bahnhof | 9.07                                                                                      | Affoltern-Weier                    | 735 m                              |
| Haltepunkt / Haltestelle | 10.94                                                                                     | Häusernmoos                        | 710 m                              |
| Haltepunkt / Haltestelle | 13.17                                                                                     | Mussachen                          | 685 m                              |
| Bahnhof | 14.68                                                                                     | Dürrenroth                         | 669 m                              |
| Bahnübergang |                                                                                           | Hauptstrasse 23                    | Hauptstrasse 23                    |
| Brücke über Wasserlauf |                                                                                           | Rotbach                            | Rotbach                            |
| ehemaliger Haltepunkt / Haltestelle | 18.41                                                                                     | Huttwil Sportzentrum               | Huttwil Sportzentrum               |
| Grenze | 18.475                                                                                    | Eigentumsgrenze ETB / BLS          | Eigentumsgrenze ETB / BLS          |
| Bahnübergang |                                                                                           | Bahnhofstrasse Richtung Langenthal | Bahnhofstrasse Richtung Langenthal |
| Abzweig geradeaus und von links |                                                                                           | von Langenthal                     | von Langenthal                     |
| Bahnhof | 19.46                                                                                     | Huttwil                            | 638 m                              |
| Abzweig geradeaus und ehemals nach rechts |                                                                                           | nach Eriswil                       | nach Eriswil                       |
| |                                                                                           | nach Wolhusen                      |                                    |

Die knapp 20 km lange, einspurige Bahnstrecke Ramsei–Huttwil mit der Stichstrecke Sumiswald-Grünen–Wasen stellt eine Verbindung dar zwischen den Bahnstrecken Burgdorf–Langnau (ex-Emmental-Burgdorf-Thun-Bahn, EBT) im Bereich der heutigen S-Bahn Bern und Langenthal–Huttwil–Wolhusen der S-Bahn Luzern. Die Gesamtstreckenlänge wurde im Geschäftsbericht 1943 mit 25 Kilometer angegeben.

## Geschichte

### Ramsei-Sumiswald-Huttwil-Bahn bis 1943
Am 1. Juni 1908 konnte die Ramsei-Sumiswald-Huttwil-Bahn (RSHB) ihre Strecke eröffnen. Der Betrieb wurde seit Beginn von Langenthal-Huttwil-Bahn (LHB) geführt. Von Anfang an fuhr die Bahn Defizite ein. Zur Vereinfachung des Betriebs beschaffte die RSHB 1912 zwei Dampftriebwagen.
Um für die Elektrifizierung Bundeshilfe zu erhalten, schloss sich 1944 die RSHB mit der LHB und der Huttwil-Wolhusen-Bahn zu den Vereinigten Huttwil-Bahnen (VHB) zusammen.

### Seit 1944
Am 7. Oktober 1945 wurde der elektrische Betrieb zwischen Ramsei und Wasen aufgenommen, am 12. April 1946 folgte die Strecke nach Huttwil.
Der Personenverkehr nach Wasen wurde im Jahr 1994 auf Busbetrieb umgestellt, zuletzt verkehrten 18 Zugpaare am Tag.
Im Jahr 1997 fusionierten die VHB mit weiteren Bahngesellschaften zum Regionalverkehr Mittelland (RM). Der RM vereinigte sich wiederum Mitte 2006 mit der BLS Lötschbergbahn zur BLS AG, die damit Eigentümerin der Strecke wurde.
Am 11. Dezember 2004 wurde der durchgehende Personenverkehr auf der Strecke nach Huttwil eingestellt. An dessen Stelle wurde die seit 1937 in Affoltern im Emmental endende Buslinie von Hasle-Rüegsau her bis Huttwil verlängert. Bis zum Jahr 2009 war der Bahnhof Affoltern-Weier Endpunkt der im Stundentakt verkehrenden Linie S4 der Berner S-Bahn. Ein Zugpaar täglich verkehrte umlaufbedingt bis Huttwil weiter. Im Jahr 2009 wurde der Personenverkehr zwischen Sumiswald-Grünen und Affoltern-Weier eingestellt.
Die Reststrecke von Burghof nach Wasen und die Strecke von Sumiswald-Grünen nach Huttwil wurden für jeglichen Verkehr gesperrt. Die Mitte der 1940er Jahre errichtete Oberleitung war nicht mehr zeitgemäss und nicht verkehrssicher. Von 2012 bis 2014 herrschte dann eine vollständige Streckensperre. Alle übrigen Bahnanlagen und Gebäude zur Infrastruktur waren aber intakt und betriebsbereit. Im Herbst 2014 gab es anlässlich des slowUp Emmental-Oberaargau erstmals wieder Sonderfahrten mit Dampfzügen.
Die Genossenschaft Museumsbahn Emmental, bestehend aus mehreren Eisenbahnvereinen, beabsichtigte im Jahr 2012 von der BLS die Konzession für die Strecke zwischen Sumiswald und Huttwil zu übernehmen. Im Dezember 2013 wurde durch das Bundesamt für Verkehr die Konzession für den Betrieb des Streckenabschnitts Sumiswald-Grünen–Huttwil wie auch der Zweigstrecke Sumiswald-Grünen–Wasen von der BLS an die von der Genossenschaft neugegründete Emmentalbahn GmbH (ETB) übertragen. Die ETB hat sich verpflichtet, die Strecken so instand zu halten, dass auch Güterverkehr möglich ist.

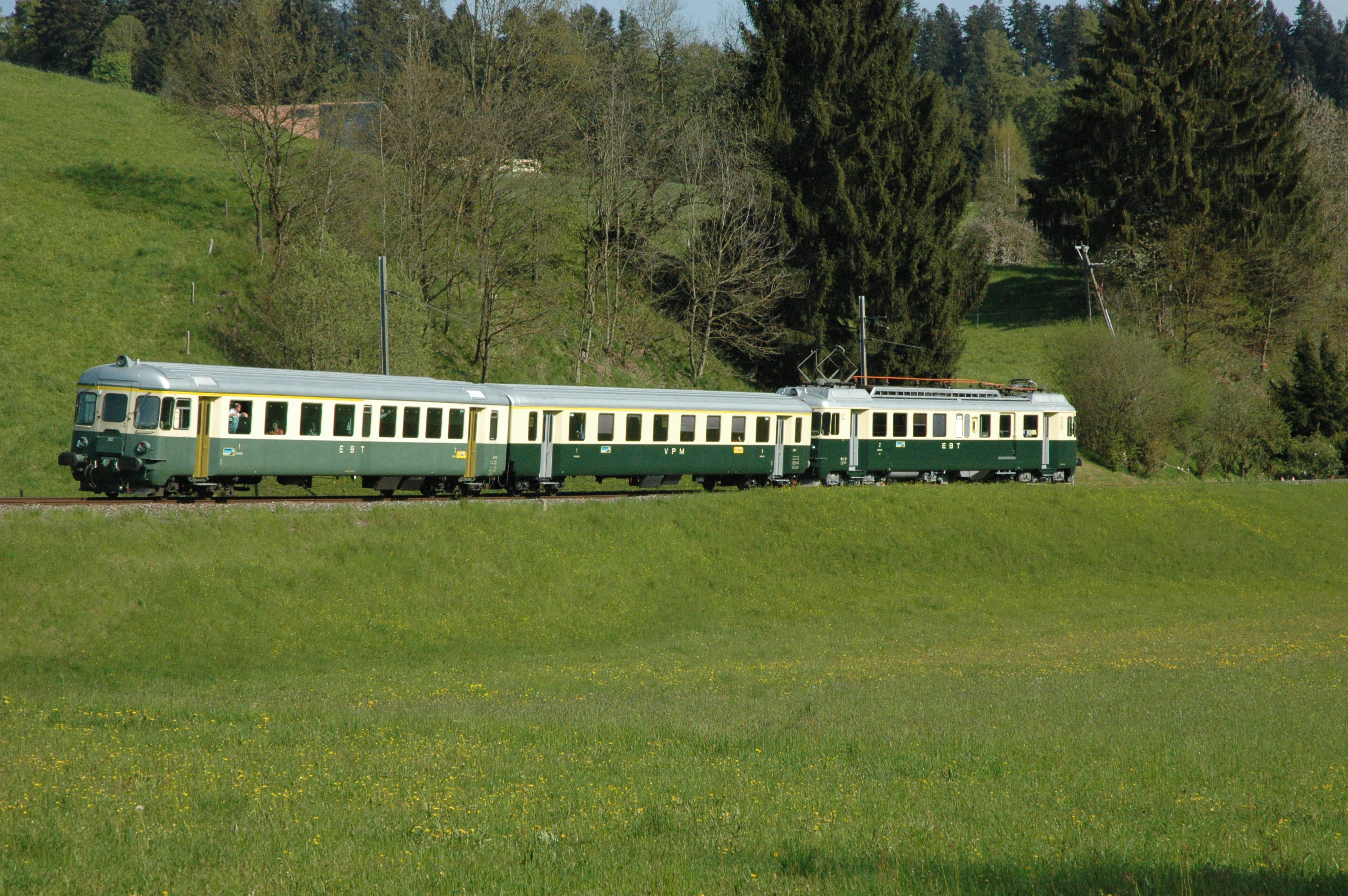
Pendelzug des Vereins Pendelzug-Mirage (VPM) mit Triebwagen BDe 4/4 II oberhalb Gammenthal im Frühling 2016

Seit dem Herbst 2014 ist die Bahnstrecke wieder in Betrieb und die Genossenschaft Museumsbahn Emmental plant regelmässige Fahrten. Die Strecke ist aber auch für andere Eisenbahnverkehrsunternehmen zugänglich, und seit dem 10. August 2015 kann auf der Strecke Sumiswald-Grünen–Huttwil sogar wieder elektrisch gefahren werden. Seit Sommer 2017 bietet die Museumsbahn zudem auch wieder öffentliche Dampffahrten auf der mehrere Jahre nicht mehr durchgehend genutzten Teilstrecke Sumiswald-Grünen–Wasen an.

## Betrieb
Der knapp fünf Kilometer lange Abschnitt Ramsei–Sumiswald-Grünen wird durch die BLS AG bedient. Die S44 fährt ab Sumiswald-Grünen via Burgdorf nach Bern und von dort weiter via das Gürbetal nach Thun. Die Buslinien Sumiswald-Grünen–Wasen und –Huttwil werden ebenfalls von der BLS betrieben.
Im Dezember 2013 wurde die Infrastrukturkonzession für die Strecken Sumiswald–Wasen und Sumiswald–Huttwil auf die Emmentalbahn GmbH (ETB) übertragen. Sie lässt auf der Strecke historische Züge verkehren. Die ETB muss ihre Infrastruktur für den Netzzugang offen halten, insbesondere für den Güterverkehr und Fahrzeugüberfuhren. Diese Verpflichtung wird ihr von Bund und Kanton abgegolten.
Nach Burghof auf der Strecke Sumiswald-Grünen–Wasen führt die RUWA kurze Güterzüge. Auf der Strecke Sumiswald-Grünen–Huttwil findet sporadischer Güterverkehr statt, ausserdem nutzt die BLS die Strecke für Dienstfahrten.

## Streckenführung

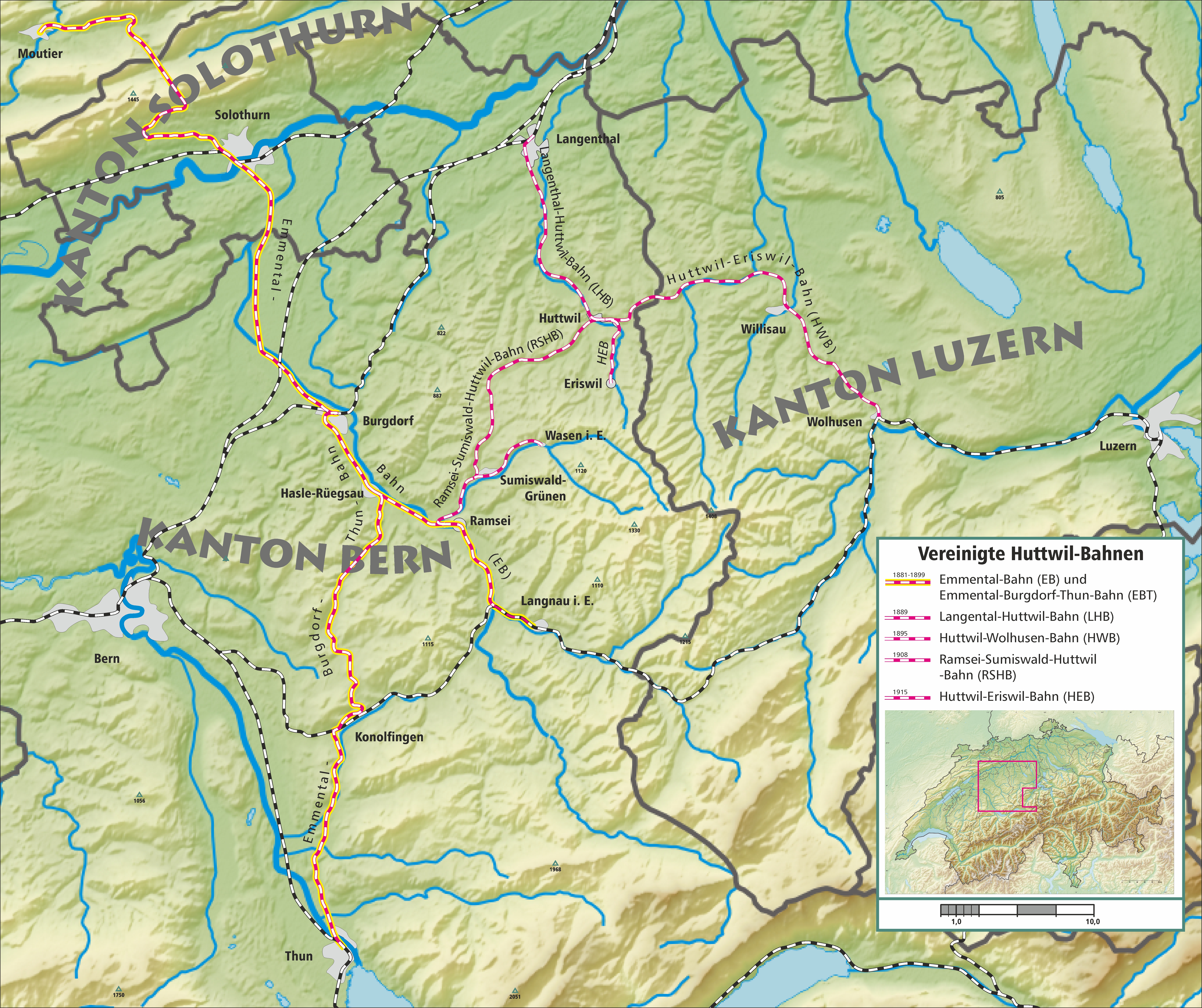
Übersicht über die Strecken der VHB

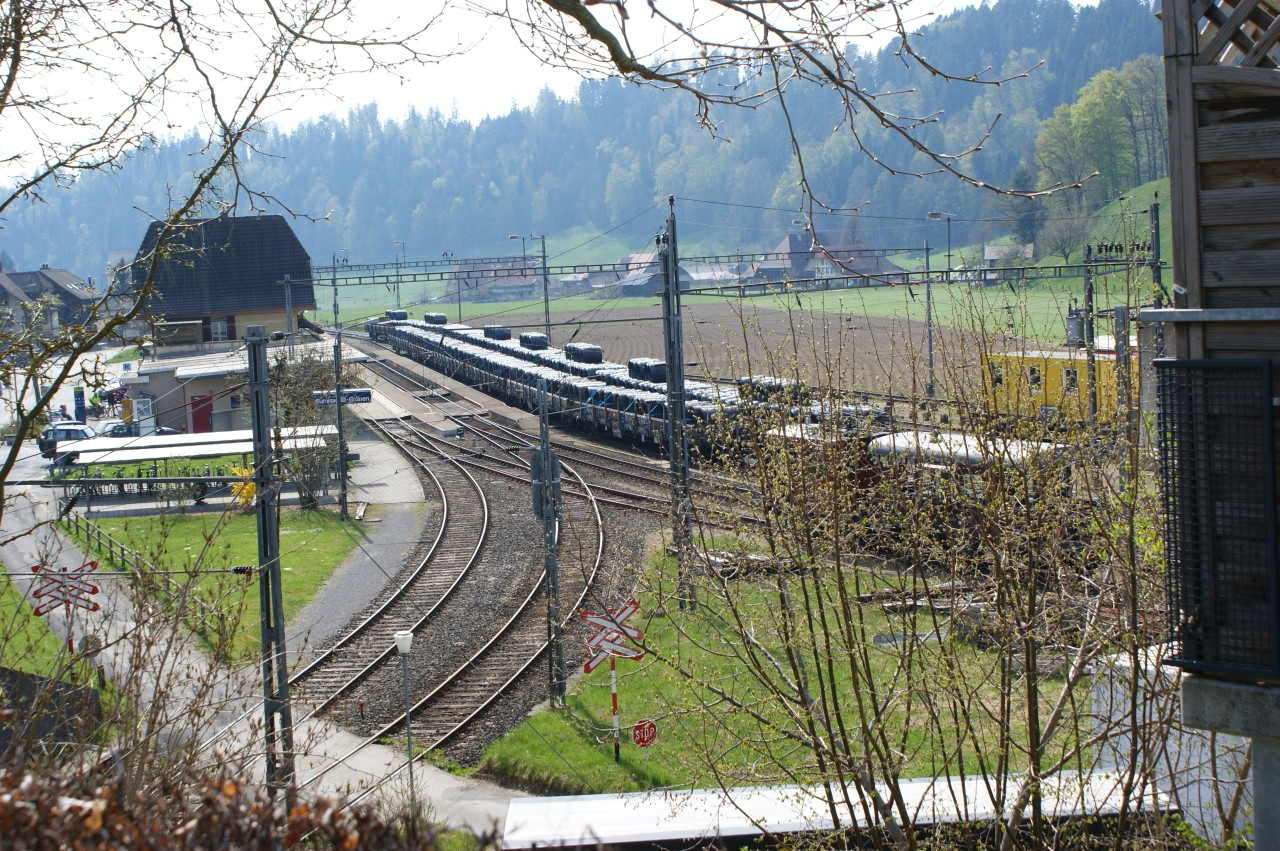
Bahnhof Sumiswald-Grünen,
Blick gegen Ramsei; links zweigt die Stichstrecke nach Wasen ab; rechts führt die Strecke nach Huttwil

Die Trasse der Strecke Ramsei–Huttwil verläuft parallel zur Hauptstrasse 23 zunächst im Tal des Dürrbachs, später im Tal des Griesbachs und steigt stetig an, zuletzt mit 25 ‰ Steigung. Kurz vor Affoltern-Weier wird auf 741 m die Wasserscheide überquert, bevor unmittelbar nach dem Ortsbild Weiler der Rotbach hinzukommt, dem sie bis Huttwil folgt.
Auf der Strecke gibt es neben den beiden Trennungsbahnhöfen drei Bahnhöfe. Alle anderen Stationen sind Haltepunkte ohne Weiche und ohne Zugkreuzung, aber mehrere Gleisanlieger. Im letzten Jahr vor der Einstellung des regelmässigen Personenverkehrs, 2002, lag die Fahrzeit bei 27 Minuten. Zwischen Dürrenroth und Huttwil existierte ein undokumentierter Bedarfshalt. Bei Bahnkilometer 16,65 existierte ein etwas wenig mehr als ein Meter langer Bahnsteig (Standort), der aber nicht als offizieller Halt galt, da er in keinem Fahrplan enthalten war. Er diente zur Aufnahme und zum Ausstieg von Schülern.
Die wichtigste Station ist Sumiswald-Grünen, die heute den Endpunkt der S-Bahn Bern darstellt. In Sumiswald zweigt die nur 5,2 Kilometer lange Stichstrecke nach Wasen ab. Unmittelbar nach diesem Trennungsbahnhof fährt der Zug durch den einzigen Tunnel, den 210 m langen Sumiswald-Tunnel. Dies ist das einzige nennenswerte Kunstbauwerk.
Auf der Strecke nach Wasen folgen nach der Ausfahrt in Sumiswald-Grünen die Haltestellen Ei und Burghof. In Burghof ist der grösste Güterkunde am ehemaligen RSHB-Netz zu finden, die RUWA. Danach passiert die Linie entlang der Grüne die Haltestelle Oberei und erreicht wenig später die Station Wasen.

## Bahnhöfe

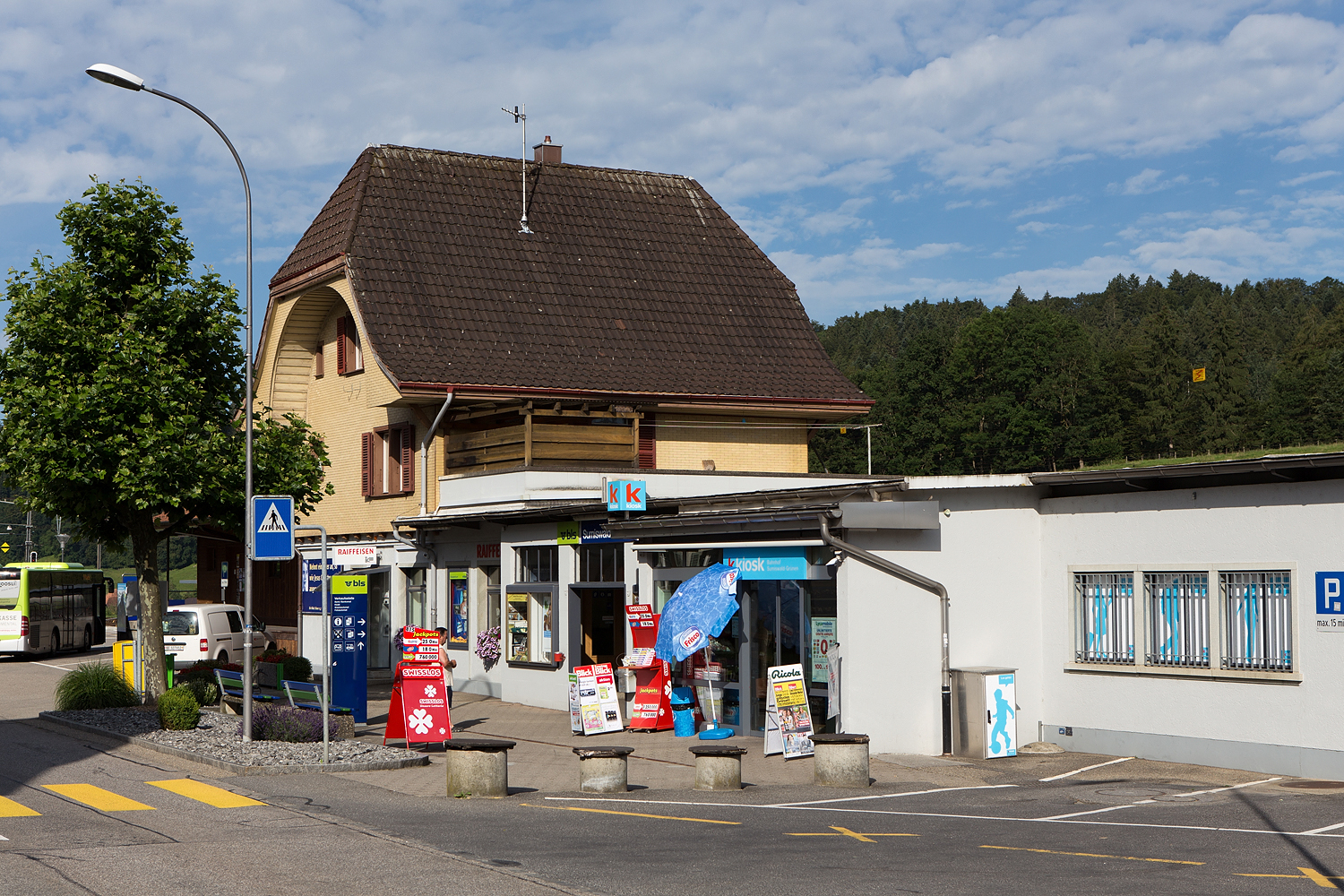
Bahnhof Sumiswald-Grünen;
trotz der modernen Anbauten ist der ursprüngliche Einheitstyp noch klar erkennbar

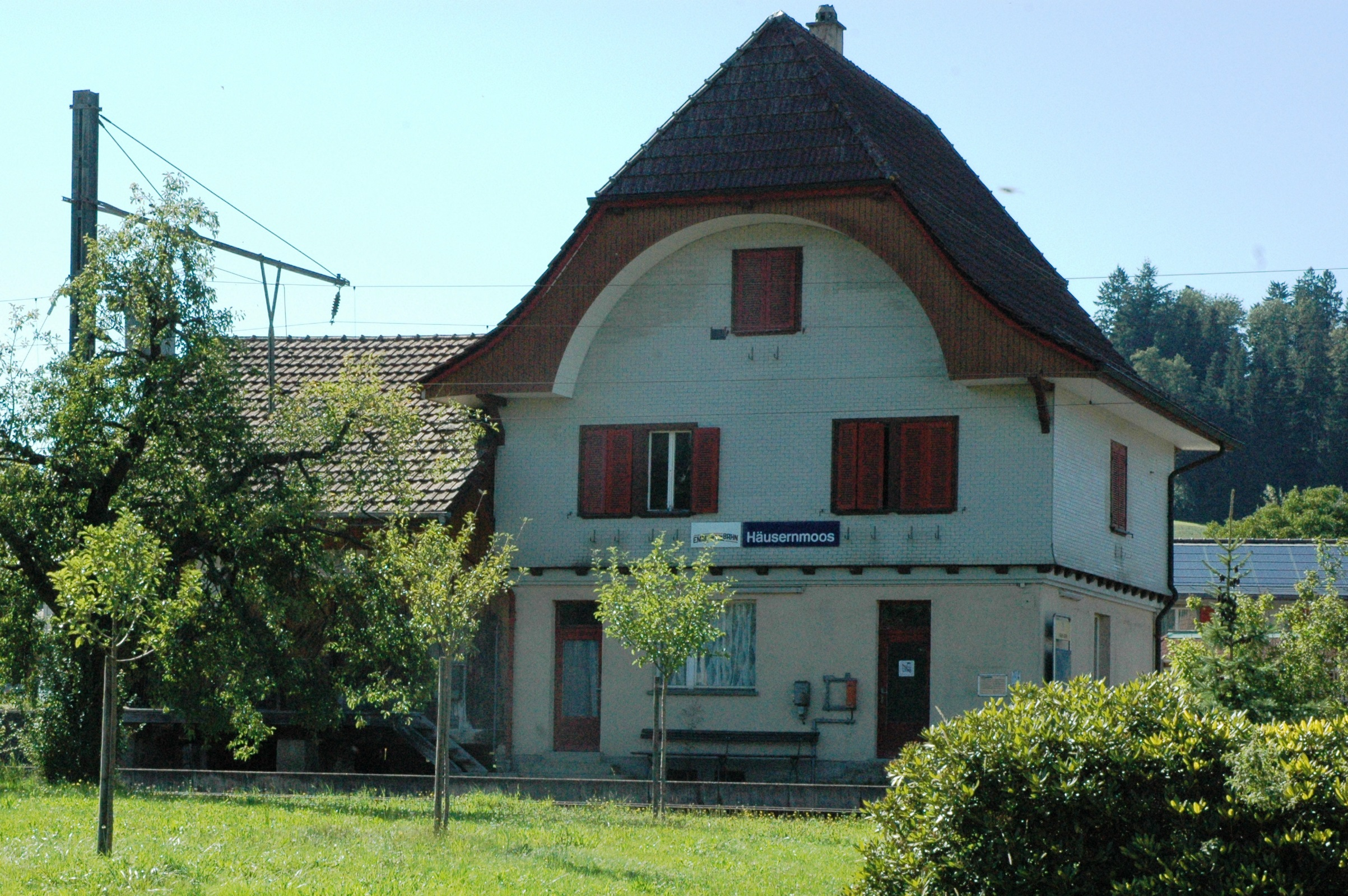
Bahnhof Häusernmoos; Bahnhofsgebäude mit typischem Schopfwalmdach und seitlich (links) angebautem Güterschuppen

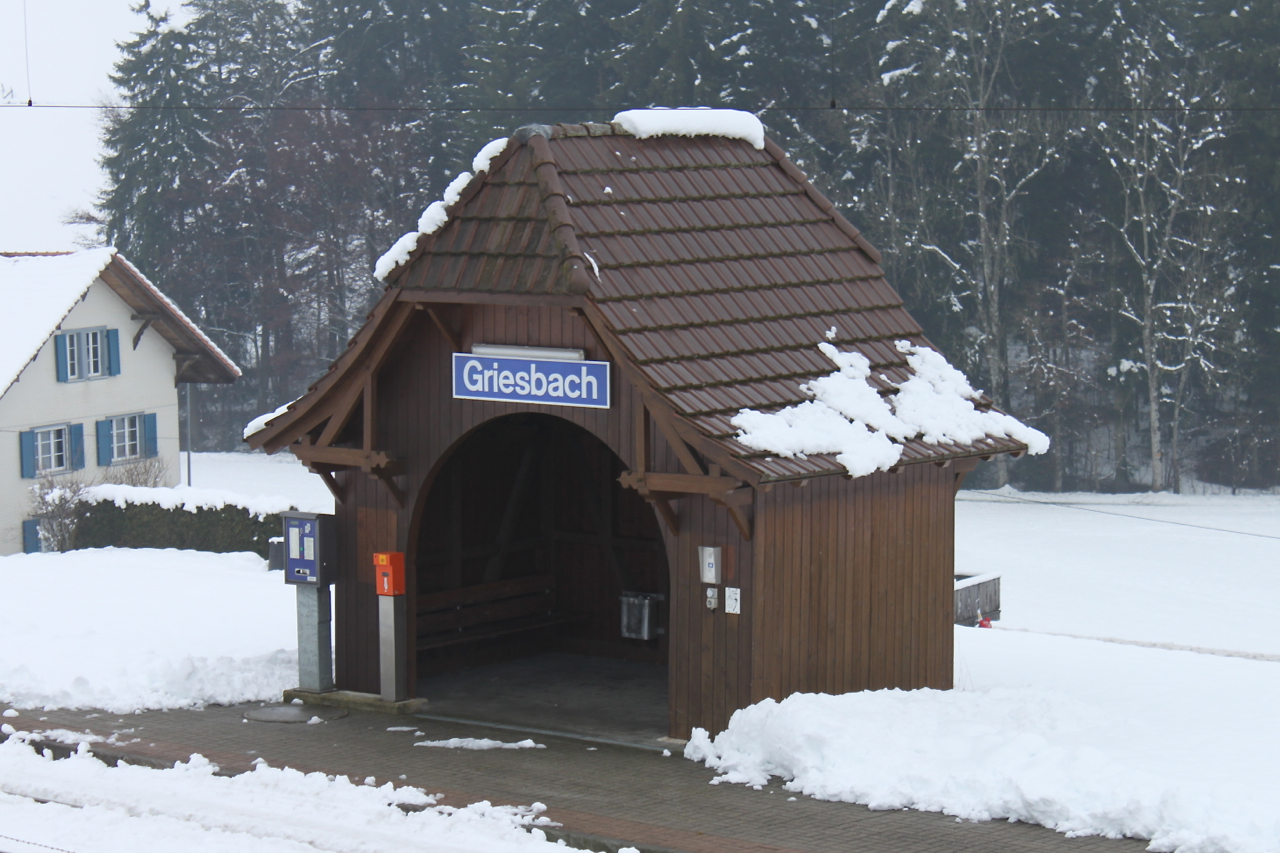
Haltestelle Griesbach
(zwischen Sumiswald-Grünen
und Affoltern-Weier)

Alle Bahnhofsgebäude haben die gleiche Bauart: Das giebelständige, weit überkragende Schopfwalmdach des dreigeschossigen Hauptgebäudes stellt den dominanteren Bauteil dar. Der einseitig angebaute, traufständige Güterschuppen fällt im Vergleich mit anderen dörflichen Bahnhöfen wegen seiner harmonischen Proportionen angenehm auf.
Das Erdgeschoss beherbergte die Diensträume und war für die Öffentlichkeit nicht zugänglich. Vom Bahnsteig aus konnten die Fahrgäste durch das Öffnen eines Fensters mit dem Nötigsten versorgt werden. In den eineinhalb darüber liegenden Etagen war die Dienstwohnung. Auf der gegenüberliegenden Seite des Güterschuppens war der Abort angebaut, was sich mittlerweile zugunsten anderer Anbauten wie Wetterschutz oder ähnlichem geändert hat.
Die Haltestellen besitzen Wartehäuschen aus Holz, die ebenfalls in diesem speziellen Baustil erstellt worden sind.

## Trivia
Dass es zwischen Sumiswald und Gammenthal einen Tunnel hat, ist den wenigsten Passagieren bekannt. Wenn dann aber einmal bei schönstem Sonnenschein ein Extrazug in den einspurigen Tunnel einfährt und die Lichter nicht brennen, wird es unheimlich, insbesondere wenn dann der Zug noch stehen bleibt … (da keine fahrplanmässigen Züge mehr fahren, ist dies ohne weiteres möglich).